# Dionisi de Calcedònia
Dionisi (en grec antic: Διονύσιος, Dionýsios) va ser un filòsof de l'antiga Grècia, natural de Bitínia i pertanyent a l'escola de Mègara. Va ser mestre de Teodor Ateu.
Sembla que era nascut a Calcedònia, i era anomenat el dialèctic perquè exposava els seus arguments en forma de qüestió i resposta.